# Germania (Gent)
Germania was de vereniging van de studenten Germaanse talen aan de Faculteit Letteren en Wijsbegeerte van de Rijksuniversiteit Gent, die in 1931 opgericht werd.
Germania maakte deel uit van het Fakulteitenkonvent Gent en had zijn lokaal in de kelder van het faculteitsgebouw op de Blandijnberg. Het wapenschild was blauw en toonde een opengeslagen boek en Odins raven Huginn en Muninn.
Als gevolg van de BAMA-hervorming die in 2004-2005 intrad, is de talenkeuze voor studenten niet langer tot leden van dezelfde taalfamilie beperkt; Germania is daarom met Romania gefuseerd tot de nieuwe kring Filologica.
Naast de typisch studentikoze activiteiten organiseerde Germania ook culturele uitstappen, poëzieavonden en toneelvoorstellingen. Het tijdschrift van de kring kreeg door de jaren heen verschillende namen, waaronder De Maniak, Germaniak en Literatuurlijk.